# Strinda
Strinda is een voormalige gemeente in Noorwegen. De gemeente lag in de toenmalige fylke Sør-Trøndelag. De gemeente ontstond in 1837 als formannskapsdistrikt. In 1891 werd de gemeente gesplitst, waarbij het oostelijk deel de gemeente Malvik vormde. Het resterende deel werd in 1964 toegevoegd aan Trondheim. Op dat moment telde Strinda ruim 44.000 inwoners. Het grondgebied van de gemeente Strinda lag als een halve cirkel om de stad Trondheim. 
Strinda leeft nog wel voort als een decanaat binnen het bisdom Nidaros van de Noorse kerk. De kerk in Strinda werd gebouwd in 1900. Het houten gebouw biedt plaats aan 500 kerkgangers.